# Verbascum tolosanum
Verbascum tolosanum är en flenörtsväxtart som beskrevs av Timb.. Verbascum tolosanum ingår i släktet kungsljus, och familjen flenörtsväxter. Inga underarter finns listade i Catalogue of Life.